# Pożegnanie z Afryką
Pożegnanie z Afryką (duń. Den afrikanske farm; ang. Out of Africa) – wspomnienia z lat 1913–1931 duńskiej pisarki Karen Blixen wydane pod pseudonimem „Isak Dinesen” w 1937 r. w Kopenhadze przez wydawnictwo „Gyldendal”.

## Opis
Pożegnanie z Afryką stanowi zapis doświadczeń i wrażeń autorki z czasu jej pobytu w Afryce. Książka została napisana po duńsku. W oryginale nosi tytuł Den afrikanske farm. W rok od wydania oryginału ukazało się tłumaczenie angielskie pod tytułem Out of Africa, które zadecydowało o jej popularności. Książka ukazała się w Polsce w 1962 r. w przekładzie Józefa Giebułtowicza. Wplecione w tekst wiersze przełożył Włodzimierz Lewik.

## Ekranizacja
Na podstawie książki powstał scenariusz autorstwa Kurta Luedtke do filmu Pożegnanie z Afryką (1985) w reżyserii Sydneya Pollacka z Meryl Streep i Robertem Redfordem w rolach głównych.